# Carlton Ogawa
Carlton „Carl“ Susumi Ogawa (* 29. August 1934 in Alert Bay, British Columbia; † 23. September 2006 in Vancouver, British Columbia) war ein kanadischer Ruderer, der 1956 eine olympische Silbermedaille im Achter gewann.

## Karriere
Carlton Ogawa ging 1954 an die University of British Columbia und schloss sich dort als Steuermann der Rudersektion an. 1955 steuerte er die Crew des Vancouver Rowing Club, die an der Henley Royal Regatta teilnahm und dort den zweiten Platz belegte, nachdem sie im Halbfinale den Achter der Sowjetunion geschlagen hatten.
1956 gehörte er zum kanadischen Achter, der in der Besetzung Philip Kueber, Richard McClure, Robert Wilson, David Helliwell, Donald Pretty, William McKerlich, Douglas McDonald, Lawrence West und Carlton Ogawa bei den Olympischen Spielen in Melbourne antrat. Im Vorlauf belegten die Kanadier den zweiten Platz hinter den Australiern, im Halbfinale siegten die Kanadier vor den Schweden. Das Finale gewann der Achter aus den Vereinigten Staaten mit etwa zwei Sekunden Vorsprung auf die Kanadier, die Australier lagen als Dritte weitere zwei Sekunden zurück.
Ogawa war der erste Kanadier mit asiatischen Wurzeln, der eine olympische Medaille gewann. Er wurde zusammen mit der Achter-Crew von 1956 in diverse Halls of Fame aufgenommen, unter anderem in die Canadian Olympic Hall of Fame.